# Tocai Rosso
Die Name Tocai Rosso ist eine andere Bezeichnung für die autochthone Rotweinsorte Grenache. Ihr Anbau ist in der Provinz Vicenza empfohlen und in den Provinzen Treviso und Venedig (alle in der Region Venetien) zugelassen.
In der Anbaugegend wird häufig berichtet, die Sorte sei im 18. Jahrhundert zur Zeit von Maria Theresia von Ungarn nach Venetien gekommen.
Die spätreifende Sorte ist ertragsstark. Die Rotweine verfügen nur über wenig Körper und Tannine; ihnen fehlt daher meist die Struktur. Sie finden Eingang in die DOC Weine der Colli Berici und der Riviera Ligure di Ponente.
Siehe auch den Artikel Weinbau in Italien sowie die Liste von Rebsorten.